# Jadwiga Miszalska
Jadwiga Miszalska (ur. 1954) – polska italianistka, literaturoznawczyni, profesor zwyczajny na Uniwersytecie Jagiellońskim.
W 1989 uzyskała stopień doktora nauk humanistycznych w dziedzinie literaturoznawstwa, w 2004 nadano jej stopień doktora habilitowanego, tytuł profesora otrzymała w 2015. Obecnie kieruje Zakładem Filologii Włoskiej na Wydziale Filologicznym UJ. Członkini Komisji Neofilologicznej PAU.
Kierowała pracami nad opracowaniem bibliografii polskich przekładów literatury włoskiej (Od Dantego do Fo, Od Boccaccia do Eco).
W roku 2023 otrzymała Nagrodę Literacką im. Leopolda Staffa w kategorii „Dzieło życia”. 

## Książki
- Z ziemi włoskiej do Polski. Przekłady z literatury włoskiej w Polsce do końca XVIII wieku, Collegium Columbinum, Kraków 2015
- Tragicznych igrzysk pieśń uczy nas cnoty. Przekłady z języka włoskiego jako źródło polskiej dramaturgii poważnej do końca XVIII wieku, Wydawnictwo Columbinum, Kraków 2013
- Od Boccaccia do Eco. Włoska proza narracyjna w Polsce od XVI wieku do XXI wieku, Collegium Columbinum, Kraków 2011 (z Moniką Gurgul, Moniką Surmą-Gawłowską, Moniką Woźniak)
- Historia teatru i dramatu włoskiego od XIII do XVIII wieku, Universitas, Kraków 2008 (z Moniką Surmą-Gawłowską)
- Od Dantego do Fo. Włoska poezja i dramat w Polsce od XVI do XXI wieku, Collegium Columbinum, Kraków 2007 (z Moniką Gurgul, Moniką Surma-Gawłowską, Moniką Woźniak)
- „Koloander wierny“ i „Piękna Dianea“ polskie przekłady włoskich romansów barokowych w wieku XVII i w epoce saskiej na tle ówczesnych teorii romansu i przekładu, Universitas, Kraków 2003
- Letteratura e impegno. La critica di Franco Fortini e la sua concezione della letteratura, Universitas, Kraków 1993